# Thereva capensis
Thereva capensis är en tvåvingeart som beskrevs av Lyneborg 1976. Thereva capensis ingår i släktet Thereva och familjen stilettflugor. Inga underarter finns listade i Catalogue of Life.